# Minna Canth
Minna Canth (née Ulrika Wilhelmina Johnsson, Tampere, 19 mars 1844 - Kuopio, 12 mai 1897) est une féministe et femme de lettres finlandaise,.

## Biographie

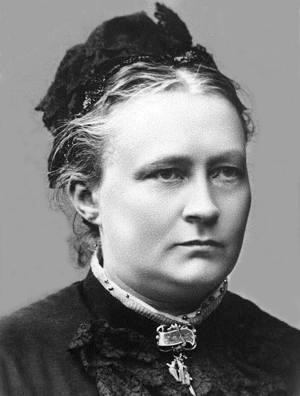
Photo de Minna Canth.

Son père Gustaf Vilhelm Johnson (noté aussi Johnsson) travaille dans l’usine de coton Finlayson de Tampere.
Comme sa femme Lovisa Ulrika, ancienne femme de ménage, il est issu d'une famille pauvre
Durant la jeunesse de Minna la famille habite un quartier pauvre de Tampere.

### Kuopio
La situation économique de la famille s'améliore et en 1853, la famille s'installe à Kuopio, où le père Gustaf Vilhelm tient une boutique de tissus.
Minna montre de grandes capacités intellectuelles dès son plus jeune âge.
À Kuopio, Minna Canth entre à l'école municipale des travailleurs pour jeunes filles créée par Johan Vilhelm Snellman.
On parle de l’école de Lancaster car on y met en œuvre la méthode pédagogique Bell-Lancaster.
La caractéristique la plus remarquable de l'approche pédagogique est que les élèves encadrent les plus jeunes
Minna entre alors avec Aleksandra, Augusta et Edla Soldan à l'école de langue suédoise.
Plus tard Edla sera son enseignante à l'institut de formation des maîtres de Jyväskylä.
Après avoir passé trois ans dans cette école de fille, Minna continue à l'école nationale de filles où elle n'aurait pas dû pouvoir aller à cause de ses origines modestes.
Mais la réussite économique de son père le lui permettra.
Gustaf aurait aimé aussi que son fils Gustin, suive la même voie mais ce dernier n'était pas intéressé par les études.
À l'époque les possibilités scolaires ouvertes aux jeunes filles sont limitées, à la différence des garçons, ce qui déplaît à Minna.
Même dans les écoles, les filles des riches sont préservés de trop de savoir et la moitié du temps est réservé aux travaux manuels.
On pense que les femmes ne peuvent supporter de trop longues journées d’école ou de trop fortes exigences, mais qu'elles risquent de tomber malade du fait d'une trop grande fragilité nerveuse.
Minna atteint alors l'âge auquel les prétendants commencent à s'approcher de la famille.
Elle préfère pourtant au mariage une vie de femme indépendante.
Son entrée à l'institut de formation des maîtres de Jyväskylä, ouvert en 1863, lui permet de vivre sans se marier.
Pour la première fois en Finlande l'institut offre la possibilité aux femmes d'étudier autre chose que le métier de sage-femme.

### Jyväskylä

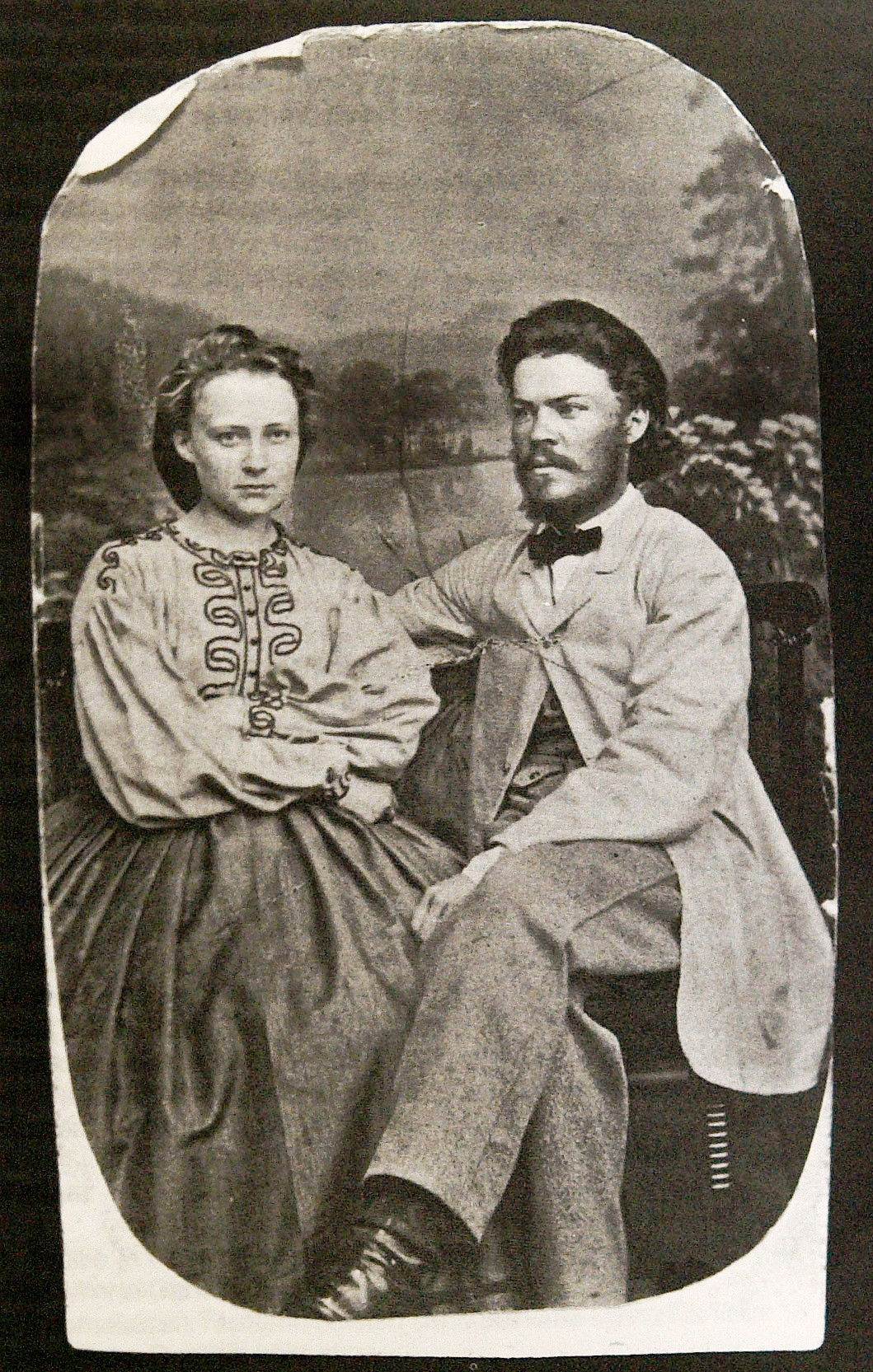
Minna et J. F. Canth à Jyväskylä.

Le père de Minna a tenté de préparer sa fille à un mariage dans le milieu de la bourgeoisie. Alors que l'école des filles prépare des jeunes filles civilisées en leur enseignant la langue française et les bonnes manières. Malgré l'opposition de ses parents, Minna souhaite continuer ses études.
Elle décide de partir de Jyväskylä, même en secret si ses parents ne le lui permettent pas. Elle en obtiendra cependant l'autorisation.
À l’automne 1863, Minna Johnsson entre à l'institut de formation des maîtres de Jyväskylä qui forme les maîtres d’écoles primaires. Elle ne deviendra pas maîtresse d’école car elle interrompt ses études à l'automne 1865 pour épouser son professeur d'histoire naturelle Johan Ferdinand Canth. Le couple s’installe à Jyväskylä où ils auront sept enfants : Anni (1866–1911), Elli (1868–1944), Hanna (1870–1889), Maiju (1872–1943), Jussi (1874–1929), Pekka (1876–1959) et Lyyli (1880–1969). Minna Canth agit dans le domaine caritatif, écrit anonymement ou sous un pseudonyme pour les journaux Keski-Suomi et Päijänne, des nouvelles et des articles affichant prises de positions sociales en particulier à propos d'articles sur l'éducation des filles, la tempérance et la condition féminine.
Son premier livre Novelleja ja kertomuksia (1878), est le début d'une longue carrière d'écrivain.
1879 est l'année d'un changement significatif dans sa vie marquée par le décès de son mari juste avant la naissance de leur septième enfant.
Il s'ensuit une période difficile physiquement et mentalement pour Minna. Quelques mois plus tard, elle termine le texte de sa pièce de théâtre Murtovarkaus (Vol avec effraction) qu’elle fait parvenir à Kaarlo Bergbom, le directeur du Théâtre national de Finlande en visite à Jyväskylä.
Kaarlo Bergbom accepte sa pièce immédiatement. Murtovarkaus reçoit aussi le prix de la Suomalaisen Kirjallisuuden Seura.

### Retour à Kuopio
Devenue veuve avec sept enfants, Minna Canth décida de déménager pour Kuopio et d'y remettre sur pied la mercerie de son père, tout en continuant à écrire pièces, articles et nouvelles. La création de son drame Työmiehen vaimo.(La Femme de l'ouvrier) en 1885 suscita l'indignation des pasteurs et de la frange conservatrice. Elle y accusait l'iniquité des lois envers les femmes et les tsiganes, l'hypocrisie de la religion, la « double morale » et l'alcoolisme. On retrouve dans cette œuvre l'influence de Taine, de Spencer, de Stuart Mill, de Brandes, de Bjørnstjerne Bjørnson et d' Ibsen. Ses idées allant à l'encontre de celles qui dominaient en son temps, lui valurent de nombreux ennemis. Mais faisant montre d'un courage à toute épreuve, elle n'abandonna pas la lutte, prenant parti également, dans ses nouvelles et dans ses pièces, pour les pauvres et le prolétariat exploité et dénonçant les conditions de vie intolérables dans les prisons et les asiles d'aliénés. Elle poursuivit aussi son œuvre pédagogique en publiant des articles de vulgarisation scientifique. À partir des années 1890, influencée par Tolstoï, elle affina son style et écrivit son premier vrai drame psychologique, La Famille du pasteur, puis Sylvi, écrite en suédois, où se fait ressentir l'influence d'Ibsen, et enfin, Anna Liisa, son œuvre artistiquement la plus aboutie au sujet toujours actuel : le déni de grossesse et l'infanticide.
En 1886, Minna Canth est secrétaire de la section de Kuopio de l'Association des femmes finlandaises ((finnois : Suomen Naisyhdistys, suédois : Finsk kvinnoförening).

## Le salon de Minna
A Kuopio Minna rassemble des personnes intéressées par la littérature dans le Salon de Minna où se rencontreront de nombreuses personnalités qui deviendront des écrivains connus et influents.
- Juhani, Pekka et Kalle Aho (fi)
- Hanna (fi) et Hilda Asp (fi)
- Kaarlo et Emilie Bergbom (fi)
- Gustaf Elias Bergroth
- Pekka Halonen
- Alexander, Armas, Arvid, Eero et Elisabeth Järnefelt
- Kasper Järnefelt (fi)
- Heikki Kauppinen (fi)
- Matti Kurikka
- Ernst Lampén (fi)
- Juhana Heikki Erkko
- Eero Erkko
- Eljas Erkko
- Ruudi Erkko (fi)
- Akseli Gallen-Kallela
- Heikki Meriläinen
- Aino et Jean Sibelius
- Venny Soldan-Brofeldt
- Karl August Tavaststjerna
- Selma Backlund
- Betty Ingman
- Lydia Herckman
- Elisabeth Stenius-Aarneenkallio (fi)

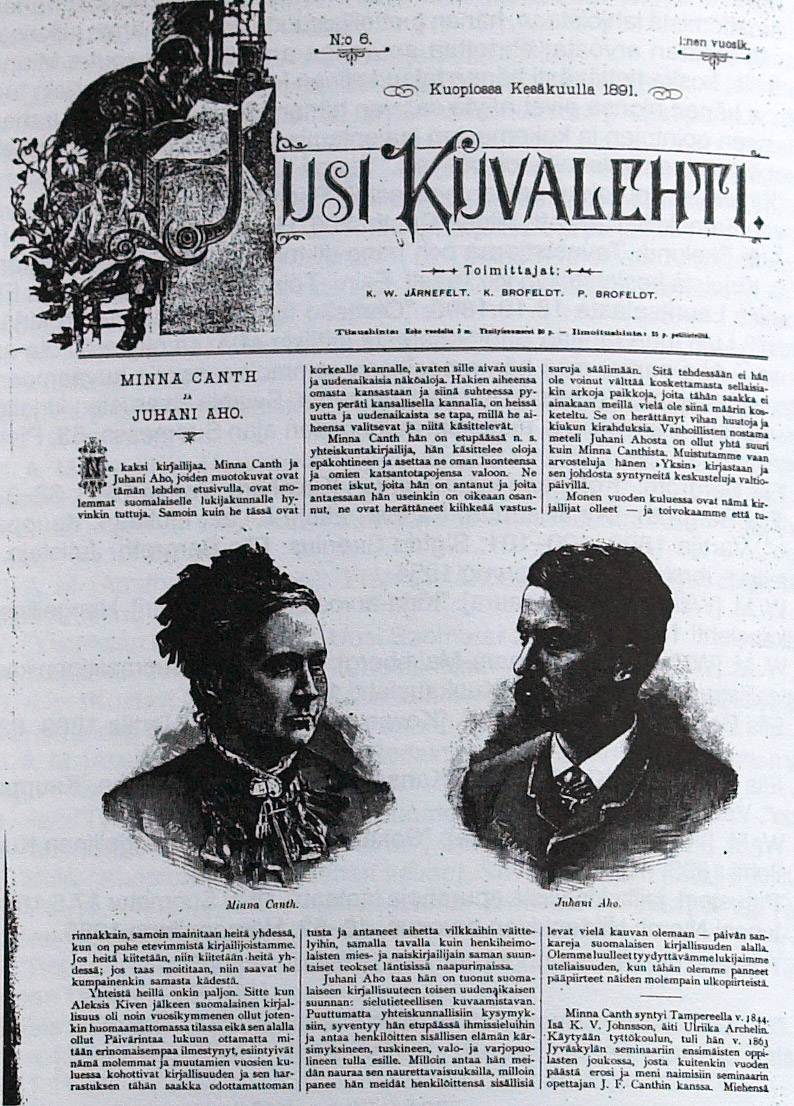
Canth et Juhani Aho dans Uusi Kuvalehti.

## Disparition
Minna Canth mourut d'une crise cardiaque le 12 mai 1897, à l'âge de 53 ans.

## Postérité
Ses nouvelles et ses pièces sont étudiées dans les lycées finlandais et cinq statues honorent aujourd'hui sa mémoire :
- Emil Cedercreutz, Minna Canth, 1912, Musée Minna Canth, Harjavalta.
- Emil Halonen, Minna Canthin patsas, 1937, Parc Minna Canth, Kuopio.
- Lauri Leppänen, Nuori Minna, 1951, Tampere.
- Pauli Koskinen, Nuori uneksija, 1962, Jyväskylä.
- Heikki Varja, Nousee, 1972, Parc de l'école, Kuopio.

Depuis 2007, le 19 mars, jour de sa naissance, est le jour de l'égalité en Finlande.

## Œuvres

### traduites en français
- Hanna : Et autres récits, Editions Zoé, coll. « Les classiques du monde », 19 août 2012, 414 p. (ISBN 978-2881828744)

### Hors recueil
- (fi) Työmiehen vaimo, Porvoo, WSOY, 1885
- (fi) Sylvi, Helsinki, Otava, 1893
- (fi) Spiritistinen istunto, Telén, 1894
- (fi) Salakari, Helsinki, Edlund, 1887
- (fi) Roinilan talossa, Porvoo, WSOY, 1885
- (fi) Papin perhe, Helsinki, Otava, 1891
- (fi) Murtovarkaus, Porvoo, WSOY, 1883
- (fi) Köyhää kansaa, Helsinki, Edlund, 1886
- (fi) Kovan onnen lapsia, Helsinki, Edlund, 1888
- (fi) Kotoa pois, Helsinki, Otava, 1895
- (fi) Hän on Sysmästä, Porvoo, WSOY, 1893
- (fi) Hanna, Helsinki, Edlund, 1886
- (fi) Anna Liisa, Porvoo, WSOY, 1895
- (fi) Agnes, Helsinki, Otava, 1911

### Recueils de nouvelles
- (fi) Laulaja ja muita novelleja, WSOY, 1998
- (fi) Novelleja 1, Otava, 1892
- (fi) Novelleja 2, Otava, 1892
- (fi) Novelleja ja kertomuksia 1, Weilin&Göös, 1878
- (fi) Suomalainen näyttämö: 18 13/10 72 - 18 13/10 97, KS, 1897
- (fi) Valitut teokset, Otava, 1957
- (fi) Valitut teokset, Ex libris, 1971
- (fi) Kootut teokset I, Otava, 1917
- (fi) Kootut teokset II, Otava, 1919
- (fi) Kootut teokset III, Otava, 1920
- (fi) Kootut teokset IV, Otava, 1920
- (fi) Köyhää kansaa, Karisto, 1983

## Pour en savoir plus
Toward equality: proceedings of the American and Finnish Workshop on Minna Canth, June 19 - 20, 1985, Kupio / Hrsg.: Sinkkonen, Sirkka. Kuopio: Yliop., 1986.  (ISBN 951-780-823-2)